# Cantonul Dijon-6
Cantonul Dijon-6 este un canton din arondismentul Dijon, departamentul Côte-d'Or, regiunea Burgundia, Franța.

## Comune
| Comune | Populație (1999) | Cod poștal | Cod INSEE |
| ------ | ---------------- | ---------- | --------- |
| Dijon  | 22 529 (1)       | 21000      | 21231     |